# Tramvajová trať Semilasso – Královo Pole, nádraží
Tramvajová trať Semilasso – Královo Pole, nádraží je dvoukolejná tramvajová dráha v Brně o délce 0,5 km. Zprovozněna byla v roce 1952 jako odbočka z dráhy do Řečkovic. Na trati, kterou provozuje Dopravní podnik města Brna, se nachází koncová smyčka Královo Pole, nádraží, která je manipulační spojkou propojena s vlečkou v železniční stanici Brno-Královo Pole.

## Historie
Projekt na výstavbu trati od Semilassa k novému nádraží v Králově Poli se objevil již na přelomu 30. a 40. let 20. století po zahájení výstavby železniční tratě z Brna do Havlíčkova Brodu. V blízkosti nádraží u konečné zastávky se měla podle plánu z roku 1940 nacházet nová královopolská vozovna, která měla nahradit nevyhovující starou vozovnu nedaleko Semilassa.
K realizaci propojení stanice se systémem brněnské městské dopravy ale došlo až počátkem 50. let 20. století, kdy byla nová železniční trať zprovozněna. Nově vybudovanou ulicí, později pojmenovanou Manželů Rosenbergových (nynější Kosmova), byla z Palackého třídy od Semilassa přivedena nově postavená odbočka z tramvajové trati do Řečkovic. V ulici Budovcově byla před staniční budovou zakončena jednokolejnou smyčkou. Provoz na této dráze byl zahájen 13. prosince 1952. V roce 1965 byla ve smyčce postavena předjízdná kolej a roku 1967 odstavná kolej. V roce 1970 byla smyčka propojena manipulační spojkou s kolejištěm železniční stanice. Od 1. června 1984 do 31. srpna 1987 byla celá trať od Semilassa ke královopolskému nádraží dočasně mimo provoz, neboť před výpravní budovou probíhala výstavba estakády Svitavské radiály (ulice Sportovní), která překlenula celý přednádražní prostor. Mostní konstrukci musela ustoupit původní smyčka, která byla nahrazena novou, rovněž s předjízdnou kolejí, jež se nachází v mírně odlišném místě. Manipulační kolej, vedoucí do železniční stanice, zůstala zachována.

## Linkové vedení
Při zahájení provozu na trati ke královopolskému nádraží v roce 1952 byla na novou smyčku přesměrována linka 6, která do té doby končila ve smyčce Královo Pole před tehdejší vozovnou. V roce 1964 sem byly zavedeny také linky 7 a 11. Ještě během roku 1964 byla ale linka 7 v určitých částech dnů přesměrována do Řečkovic a nedlouho poté opustila trať ke královopolskému nádraží zcela. Rovněž linka 11 zde nevydržela dlouho a roku 1966 byla od Semilassa také přeložena do Řečkovic. Na trati tak zůstala jediná linka 6. Ta byla v letech 1984–1987 kvůli dlouhodobé výluce dráhy ukončena ve vozovně Královo Pole (nyní vozovna Medlánky). Po celkové reorganizaci linek MHD v roce 1995 využívaly trať linky 6 a 7. Linka 7 přestala tento úsek obsluhovat v roce 2008, nejprve kvůli dlouhodobé výluce a po jejím ukončení kvůli svému přetrasování.

## Manipulační spojka na nádraží
Smyčka Královo Pole, nádraží je jediným místem brněnské tramvajové sítě, které je napojeno na železniční trať. Ze smyčky vychází asi 290 m dlouhá manipulační tramvajová trať, zprovozněná 31. července 1970 a vedoucí do prostoru železniční stanice Brno-Královo Pole. V areálu nádraží je na ní napojena 151 m dlouhá železniční vlečka, jejímž majitelem a provozovatelem je rovněž Dopravní podnik města Brna a která ústí na 11. kolej stanice Brno-Královo Pole. Vlečka sloužila pro překládku tramvají z železničních vagónů (od výrobce tramvají, od/pro opravce tramvají, do šrotu) a jako překladiště materiálu pro středisko vrchní stavby dopravního podniku. Po sametové revoluci začaly být tramvaje přepravovány po silnici, takže její využití značně pokleslo. V roce 2011 byla vlečka používána pouze pro dodávky ocelových obručí pro tramvajová kola.

## Galerie

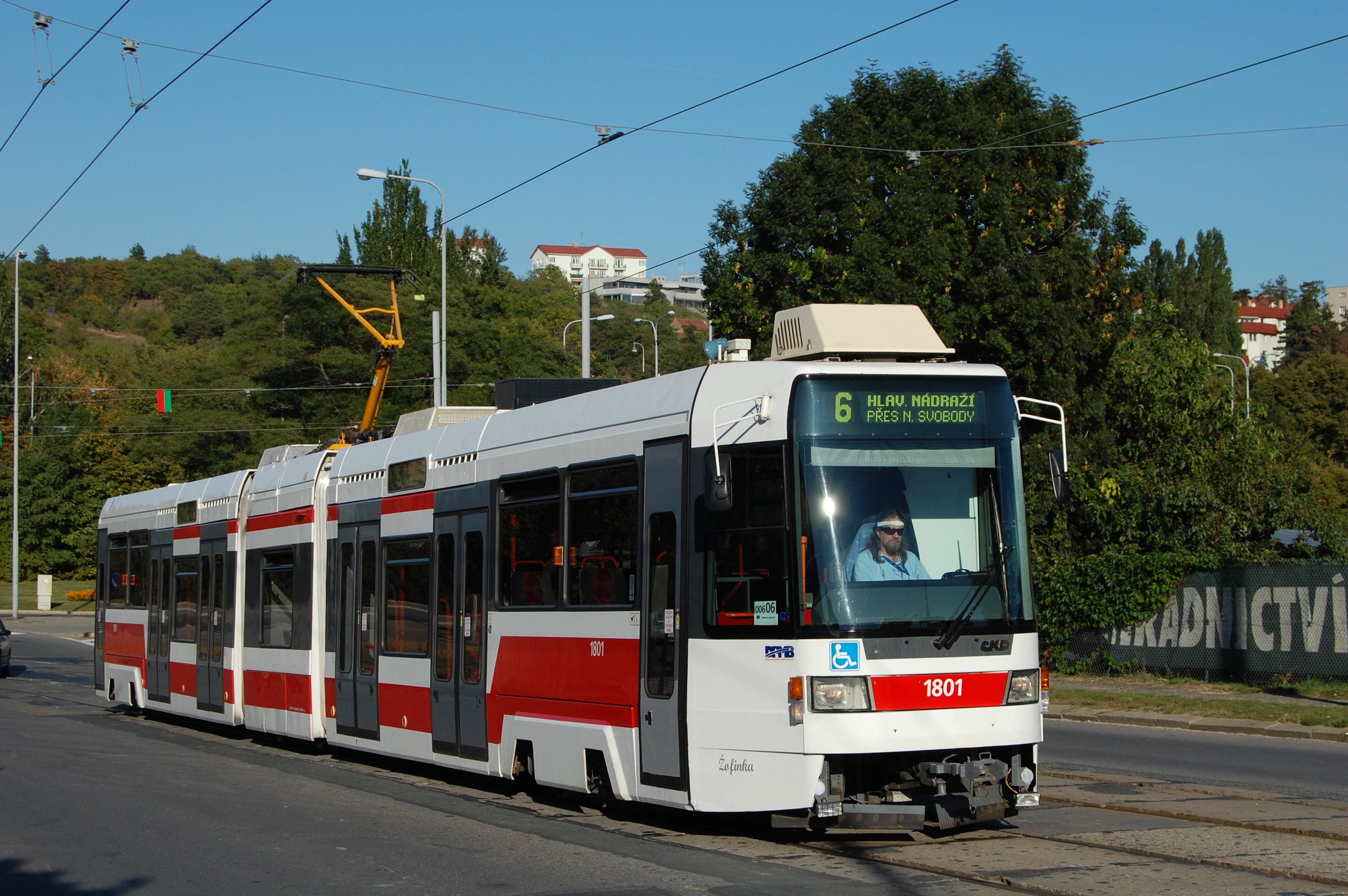
Tramvaj Tatra RT6N1 na trati v Kosmově ulici
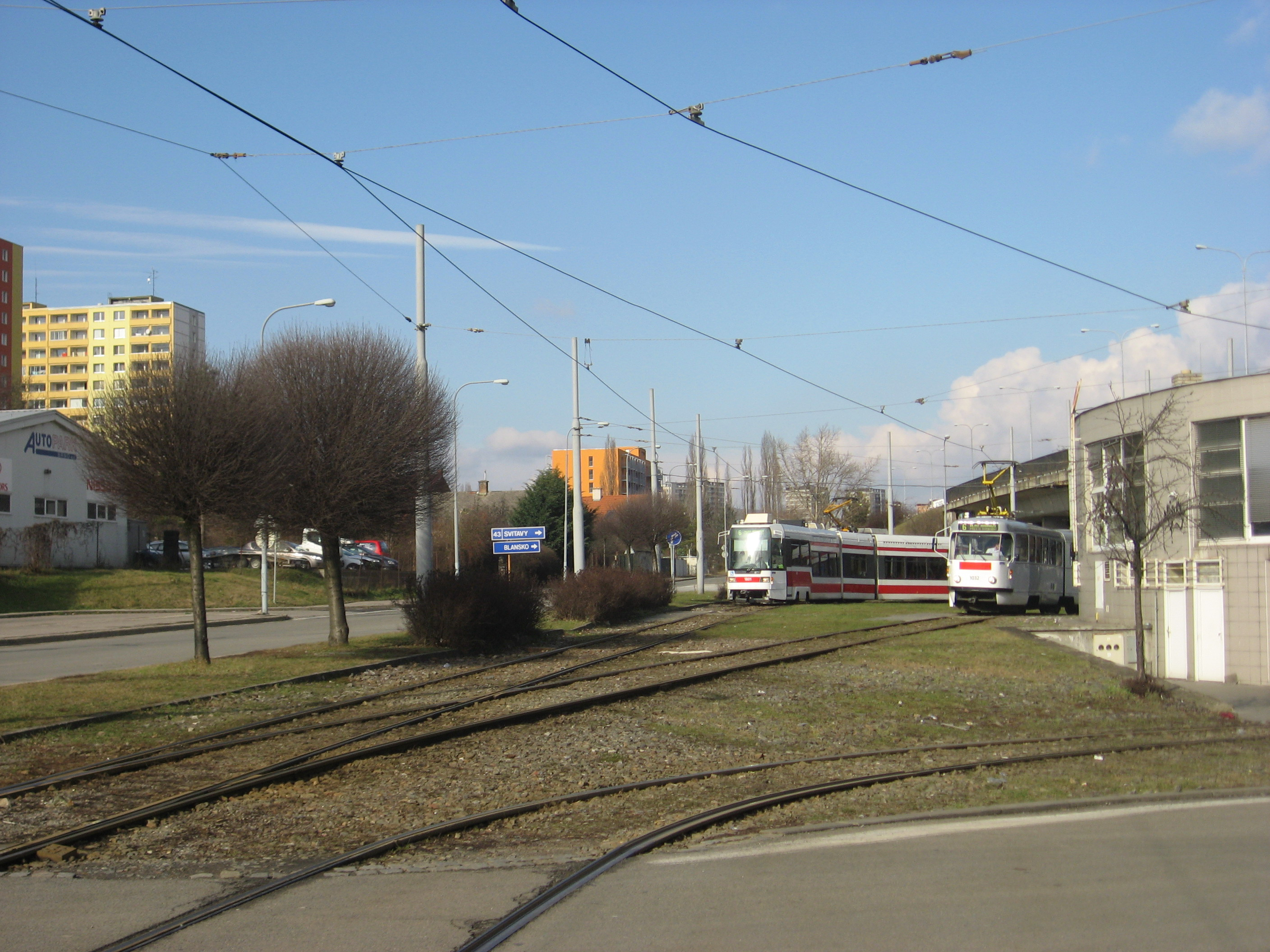
Smyčka Královo Pole, nádraží
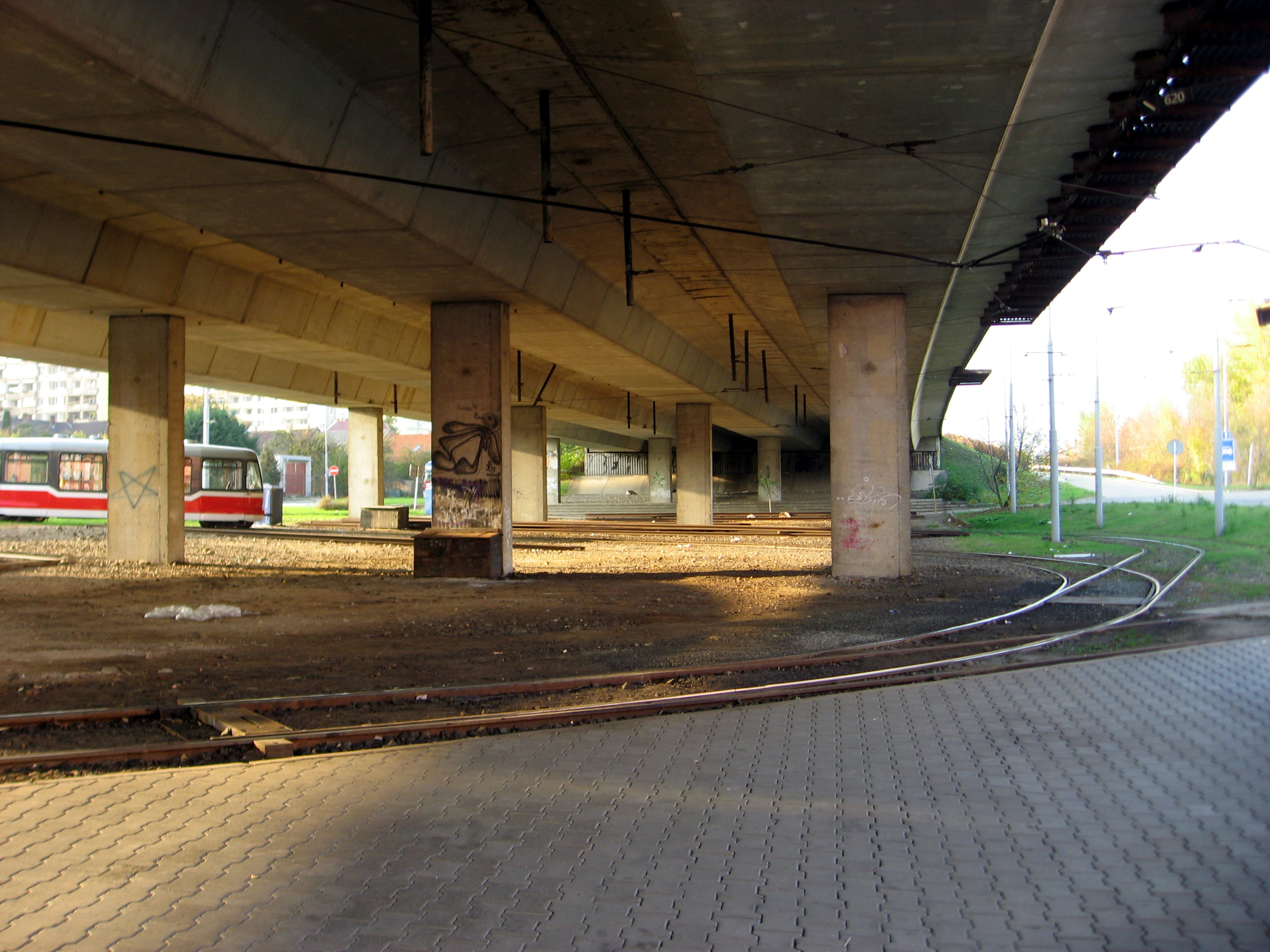
Prostor smyčky Královo Pole, nádraží pod silniční estakádou
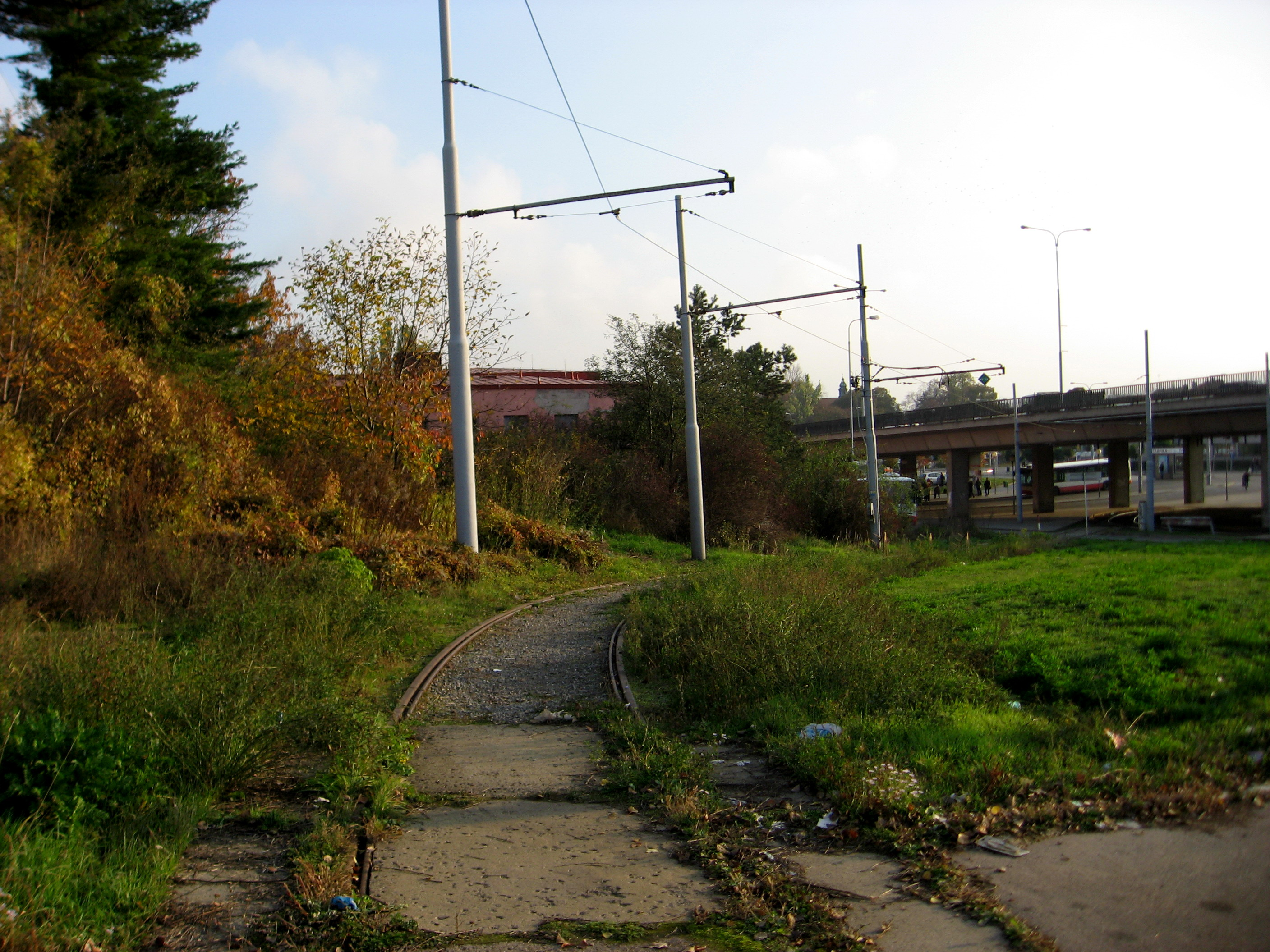
Manipulační spojka na nádraží
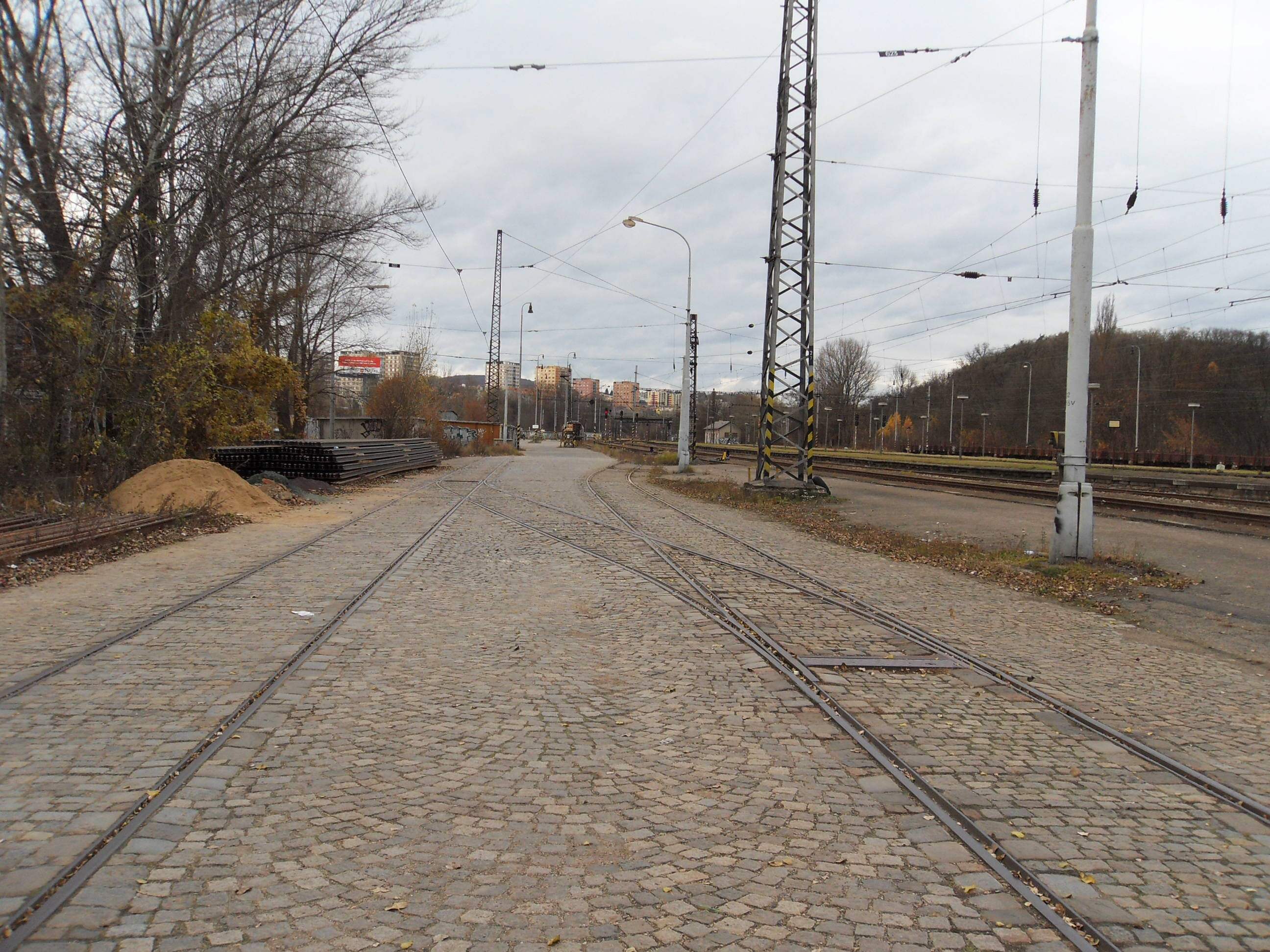
Propojení manipulační spojky a vlečky v areálu železniční stanice